# Danske Folkeviser og Melodier
Danske Folkeviser og Melodier eller med den fulde titel Danske Folkeviser og Melodier, samlede af Fr. Sneedorff-Birch, Første Pentade er en dansk sangbog udgivet af Fr. Sneedorff-Birch i 1837. 
Den indeholder 5 sange heraf det første kendte tryk af Det var en lørdag aften.
Det er en "umådelig sjælden tryksag", men blev udgivet i faksimile i 1976 i Stockholm med et efterskrift af Erik Dal.
De fem sange er:
1. God Aften, lille Pige
2. Det var en Lørdag Aften
3. Jeg veed mig saa deilig en Urtegaard
4. Med Fryd jeg sagtelig
5. Til Kongens Gaard vil jeg drage

Alle fem sange har kærlighed som tema.